# Lục quân Ukraina

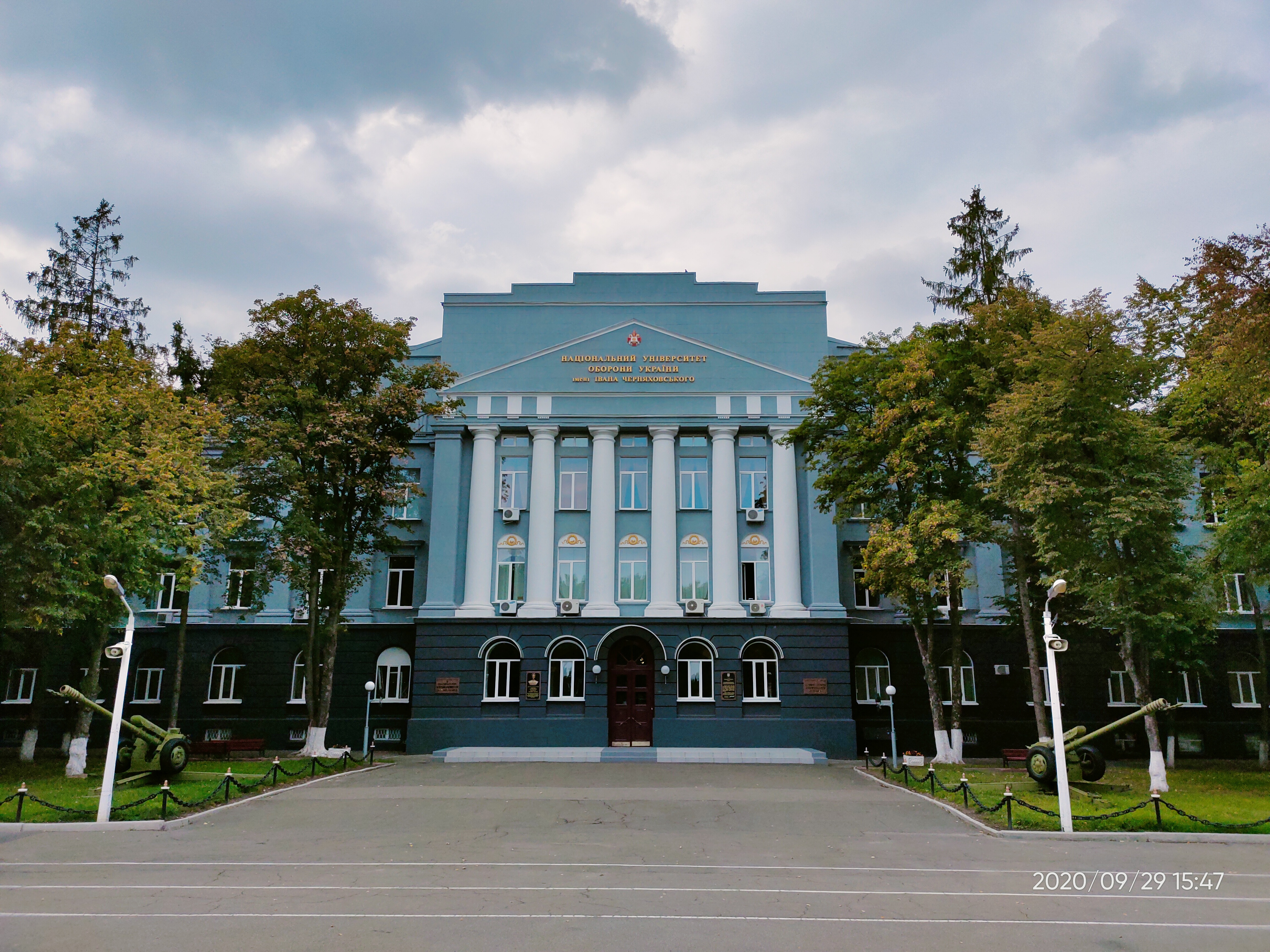
Trụ sở của Lục quân Ukraina

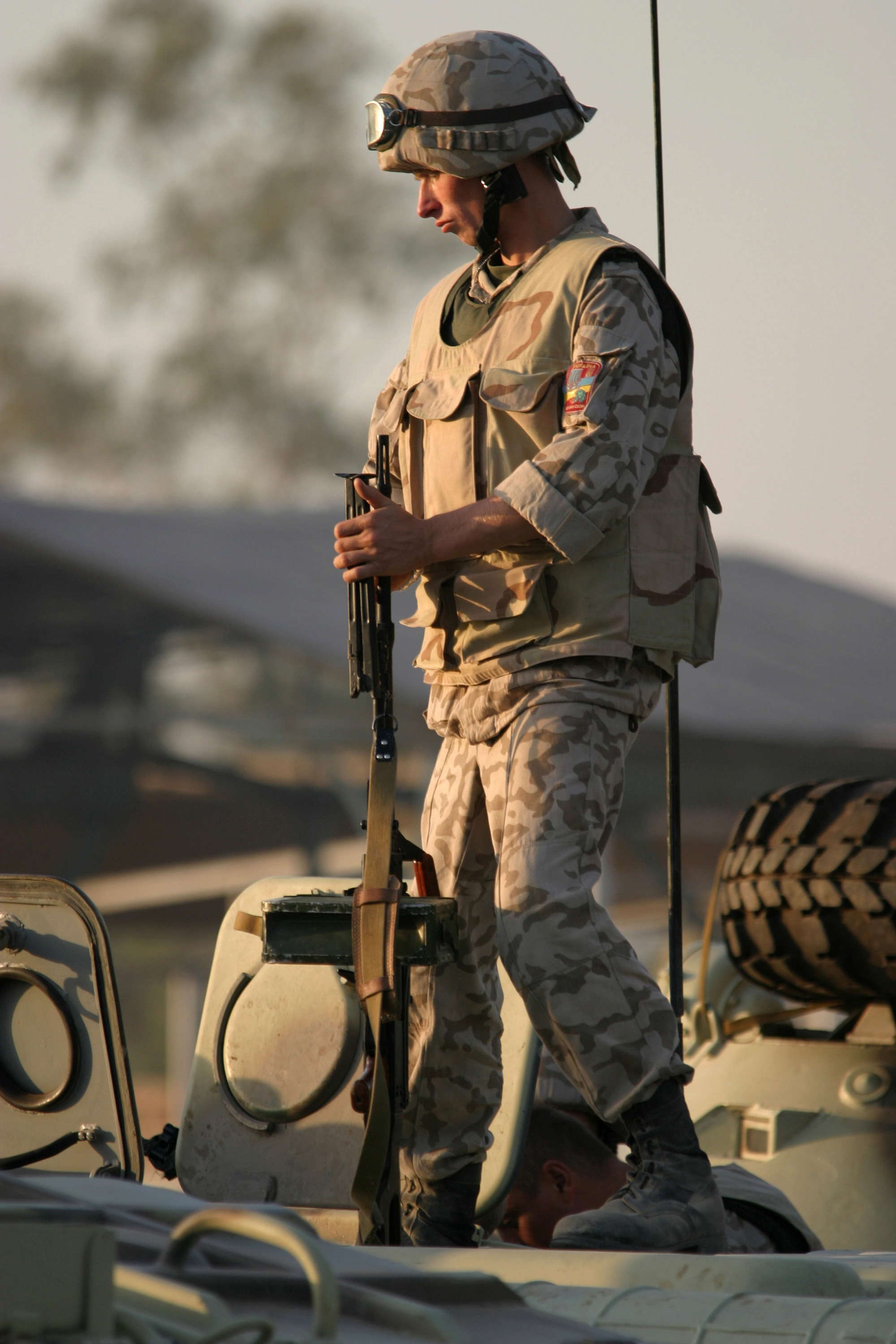
Một binh sĩ của Lục quân Ukraina ở Iraq năm 2003

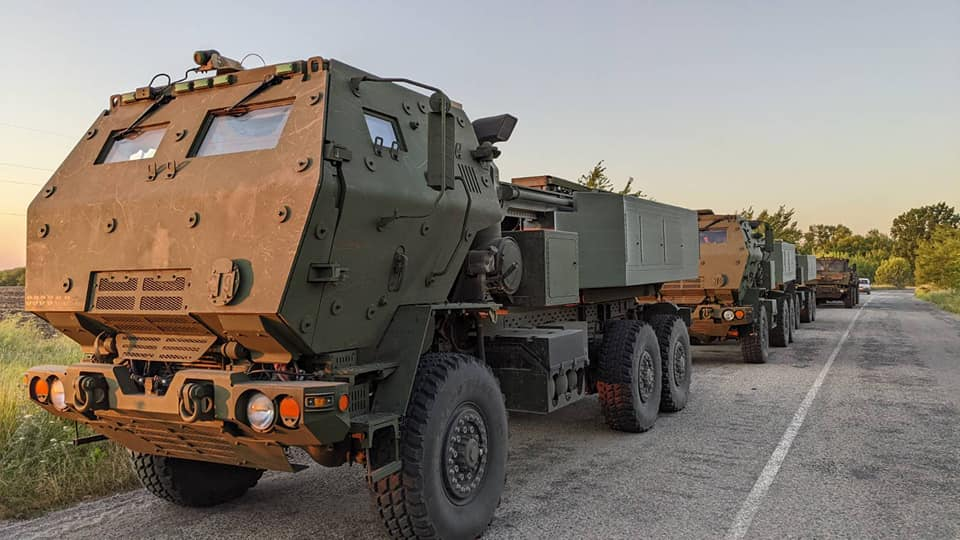
Hỏa thần HIMARS của Mỹ trang bị cho quân Ukraina đang hoạt động ở Zaporizhya

Lục quân Ukraina (Ukrainian Ground Forces/Сухопутні війська Збройних сил України) còn được gọi là quân đội Ukraina là lực lượng đánh bộ của Ukraina và là một trong tám nhánh quân sự của Lực lượng Vũ trang Ukraina. Lục quân Ukraina được thành lập từ các đơn vị Ukraina nằm trong cơ cấu của Quân đội Liên Xô sau sự kiện độc lập của Ukraina, lực lượng này ra đời từ lực lượng quân sự trong giai đoạn 1917–1922 của Cộng hòa Nhân dân Ukraina và thừa hưởng truyền thống quân sự Liên Xô. Sau khi Liên Xô tan rã vào năm 1991, Ukraina vẫn giữ lại trang thiết bị quân đội thời Liên Xô của mình. Sau năm 1991, Lực lượng vũ trang Ukraina đã bị cắt giảm quy mô một cách có hệ thống và đầu tư không đủ đáp ứng nhu cầu. Do đó, đến tháng 7 năm 2014, quân đội Ukraina có rất ít trang thiết bị của Liên Xô đang hoạt động và hầu hết các hệ thống đã trở nên lỗi thời. Bên cạnh đó, số lượng nhân sự đã sụt giảm và công tác huấn luyện, đào tạo, chỉ huy và hậu cầu cũng cần được cải thiện. 
Sau cuộc chiến tranh Donbas bắt đầu vào tháng 4 năm 2014 tại miền đông Ukraina, thì Ukraina đã khẩn trương bắt tay vào một chương trình mở rộng và hiện đại hóa lực lượng vũ trang của mình dưới sự chỉ đạo, trang bị, huấn luyện của các chuyên gia quân sự phương Tây và từng bước xây dựng lực lượng hiện đại hóa theo tiêu chuẩn NATO làm lực lượng tuyến đầu trong cuộc chiến tranh với Nga. Vào 24 tháng 2 năm 2022, Nga đã bắt đầu phát động một cuộc xâm lược toàn diện trên quy mô lớn vào Ukraina. Lực lượng Lục quân Ukraina oai hùng đã tham gia vào hầu hết các hoạt động chiến đấu trên bộ trong suốt thời gian cuộc chiến đang diễn ra và giành được những thắng lợi vang dội. Sự đổ xô của vũ khí, khí tài và vật tư phương Tây bơm vào lực lượng quân đội Ukraina trước và trong cuộc xung đột cũng như các nỗ lực huy động quân dịch đã dẫn đến sự mở rộng trên quy mô lớn của lực lượng quận Ukraina, bên cạnh quá trình hiện đại hóa lực lượng đang diễn ra khẩn trương để thích nghi với cuộc chiến khốc liệt với Nga.

## Lực lượng
Nhân sự trong Lực lượng vũ trang Ukraina nói chung đã tăng từ 129.950 vào tháng 3 năm 2014 đến 204.000 quân nhân đang hoạt động vào tháng 5 năm 2015 với 169.000 binh lính trong lực lượng Lục quân tính đến năm 2016 Năm 2016, có tới 75% quân đội bao gồm quân nhân hợp đồng. Kể từ năm 2014, lực lượng mặt đất của Ukraina cũng đã được trang bị xe tăng, xe bọc thép chở quân và nhiều loại thiết bị chiến đấu khác ngày càng hiện đại. Lực lượng Lục quân Ukraine là quân đội lớn thứ hai ở châu Âu vào thời điểm đó. Chức vụ chỉ huy lực lượng bộ binh được chỉ định vào đầu năm 1992. Đến cuối năm 1992, Quân khu Kiev đã bị giải tán, và Ukraina đã sử dụng các cấu trúc của quân khu này làm cơ sở cho việc tổ chức cơ cấu Bộ Quốc phòng và Bộ Tổng tham mưu các lực lượng vũ trang Ukraina. 

## Năm 2014
Sau cuộc Cách mạng Ukraina 2014, lực lượng đặc nhiệm Nga đã bắt đầu bao vây các căn cứ quân sự của Ukraina trên bán đảo Crimea trước khi chiếm giữ từng căn cứ một bằng cách kết hợp giữa chiến thuật tiêu hao sinh lực và đe dọa. Trong những tuần tiếp theo, Lực lượng vũ trang Nga đã củng cố quyền kiểm soát bán đảo và thiết lập các rào chắn đường bộ để cắt đứt khả năng Ukraine gửi quân tiếp viện từ đất liền. Việc tiếp quản Crimea phần lớn là không đổ máu, vì những người lính Ukraina ở đó đã không chống trả. Đến cuối tháng 3 năm 2014, toàn bộ quân đội Ukraina còn lại được lệnh rút khỏi Crimea. Quân đội Ukraina được coi là ở trong tình trạng yếu kém trong và sau khi sáp nhập, với chỉ 6.000 quân sẵn sàng chiến đấu. Trong những tháng đầu của cuộc chiến ở Donbas nổ ra vào năm 2014, Lực lượng vũ trang đã bị chỉ trích vì trang bị kém và khả năng lãnh đạo kém cỏi, buộc các lực lượng của Bộ Nội vụ như Vệ binh quốc gia và các tiểu đoàn phòng thủ lãnh thổ phải gánh chịu phần lớn cuộc chiến trong những tháng đầu tiên của cuộc chiến. 